# Lega Nazionale American Football 2010
La Lega Nazionale American Football 2010 è stata la ventisettesima edizione del secondo livello del campionato italiano di football americano; è stata la terza edizione organizzata dalla LENAF per conto della FIDAF e la terza con la denominazione LENAF.

## Regular season

### Classifica

#### Girone Centro
| Pos. | Squadra         | %V   | G | V | N | P | PF  | PS  |
| ---- | --------------- | ---- | - | - | - | - | --- | --- |
| 1    | Guelfi Firenze  | .875 | 8 | 7 | 0 | 1 | 252 | 38  |
| 2    | Redskins Verona | .625 | 8 | 5 | 0 | 3 | 110 | 86  |
| 3    | Mastini Verona  | .500 | 8 | 4 | 0 | 4 | 165 | 131 |
| 4    | Seamen Milano   | .000 | 8 | 0 | 0 | 8 | 47  | 193 |

#### Girone Est
| Pos. | Squadra          | %V   | G | V | N | P | PF  | PS  |
| ---- | ---------------- | ---- | - | - | - | - | --- | --- |
| 1    | Draghi Udine     | .875 | 8 | 7 | 0 | 1 | 182 | 85  |
| 2    | Saints Padova    | .625 | 8 | 5 | 0 | 3 | 118 | 151 |
| 3    | Muli Trieste     | .500 | 8 | 4 | 0 | 4 | 161 | 147 |
| 4    | Mustangs Trieste | .000 | 3 | 0 | 0 | 8 | 28  | 232 |

#### Girone Ovest
| Pos. | Squadra                      | %V   | G | V | N | P | PF  | PS  |
| ---- | ---------------------------- | ---- | - | - | - | - | --- | --- |
| 1    | Daemons Martesana            | .250 | 8 | 7 | 0 | 1 | 169 | 39  |
| 2    | Puma Bresso                  | .250 | 8 | 5 | 0 | 3 | 170 | 86  |
| 3    | Giaguari Torino              | .250 | 8 | 5 | 0 | 3 | 135 | 67  |
| 4    | Predatori Golfo del Tigullio | .625 | 8 | 2 | 0 | 6 | 38  | 168 |
| 5    | Blue Storms Gorla Minore     | .250 | 8 | 1 | 0 | 7 | 36  | 188 |

#### Girone Sud
| Pos. | Squadra           | %V   | G | V | N | P | PF  | PS  |
| ---- | ----------------- | ---- | - | - | - | - | --- | --- |
| 1    | Barbari Roma Nord | .875 | 8 | 8 | 0 | 0 | 406 | 70  |
| 2    | Angels Pesaro     | .500 | 8 | 6 | 0 | 2 | 203 | 137 |
| 3    | Grizzlies Roma    | .429 | 8 | 3 | 0 | 5 | 139 | 198 |
| 4    | Titans Romagna    | .750 | 8 | 3 | 0 | 5 | 216 | 120 |
| 5    | Crabs Pescara     | .714 | 8 | 0 | 0 | 8 | 12  | 451 |

## Playoff

### Tabellone
|  | Quarti di finale | Quarti di finale  | Quarti di finale  |                |                   | Semifinali        | Semifinali | Semifinali |  |  | III Italian Bowl | III Italian Bowl  | III Italian Bowl |
|  |                  |                   |                   |                |                   |                   |            |            |  |  |                  |                   |                  |
|  | 1S               | Barbari Roma Nord | 56                |                |                   |                   |            |            |  |  |                  |                   |                  |
|  | 2O               | Puma Bresso       | 7                 |                |                   |                   |            |            |  |  |                  |                   |                  |
|  | 2O               | Puma Bresso       | 7                 |                | 1S                | Barbari Roma Nord | 42         |            |  |  |                  |                   |                  |
|  |                  |                   |                   |                | 1S                | Barbari Roma Nord | 42         |            |  |  |                  |                   |                  |
|  |                  | 2S                | Angels Pesaro     | 7              |                   |                   |            |            |  |  |                  |                   |                  |
|  | 1E               | 2S                | Angels Pesaro     | 7              | Draghi Udine      | 14                |            |            |  |  |                  |                   |                  |
|  | 1E               |                   |                   |                | Draghi Udine      | 14                |            |            |  |  |                  |                   |                  |
|  | 2S               | Angels Pesaro     | 21                |                |                   |                   |            |            |  |  |                  |                   |                  |
|  |                  |                   |                   |                |                   |                   |            |            |  |  | 1S               | Barbari Roma Nord | 14               |
|  |                  |                   | 1C                | Guelfi Firenze | 12                |                   |            |            |  |  |                  |                   |                  |
|  | 1C               | Guelfi Firenze    | 49                |                |                   |                   |            |            |  |  |                  |                   |                  |
|  | 2E               | Saints Padova     | 16                |                |                   |                   |            |            |  |  |                  |                   |                  |
|  | 2E               | Saints Padova     | 16                |                | 1C                | Guelfi Firenze    | 30         |            |  |  |                  |                   |                  |
|  |                  |                   |                   |                | 1C                | Guelfi Firenze    | 30         |            |  |  |                  |                   |                  |
|  |                  | 1O                | Daemons Martesana | 0              |                   |                   |            |            |  |  |                  |                   |                  |
|  | 1O               | 1O                | Daemons Martesana | 0              | Daemons Martesana | 9                 |            |            |  |  |                  |                   |                  |
|  | 1O               |                   |                   |                | Daemons Martesana | 9                 |            |            |  |  |                  |                   |                  |
|  | 2C               | Redskins Verona   | 0                 |                |                   |                   |            |            |  |  |                  |                   |                  |

### III Italian Bowl LENAF
Il III Italian Bowl si è disputato il 3 luglio 2010 allo Stadio Plebiscito di Padova. L'incontro è stato vinto dai Barbari Roma Nord sui Guelfi Firenze con il risultato di 14 a 12.

## Verdetti
- Barbari Roma Nord vincitori dell'Italian Bowl III.